# 三崎亀之助

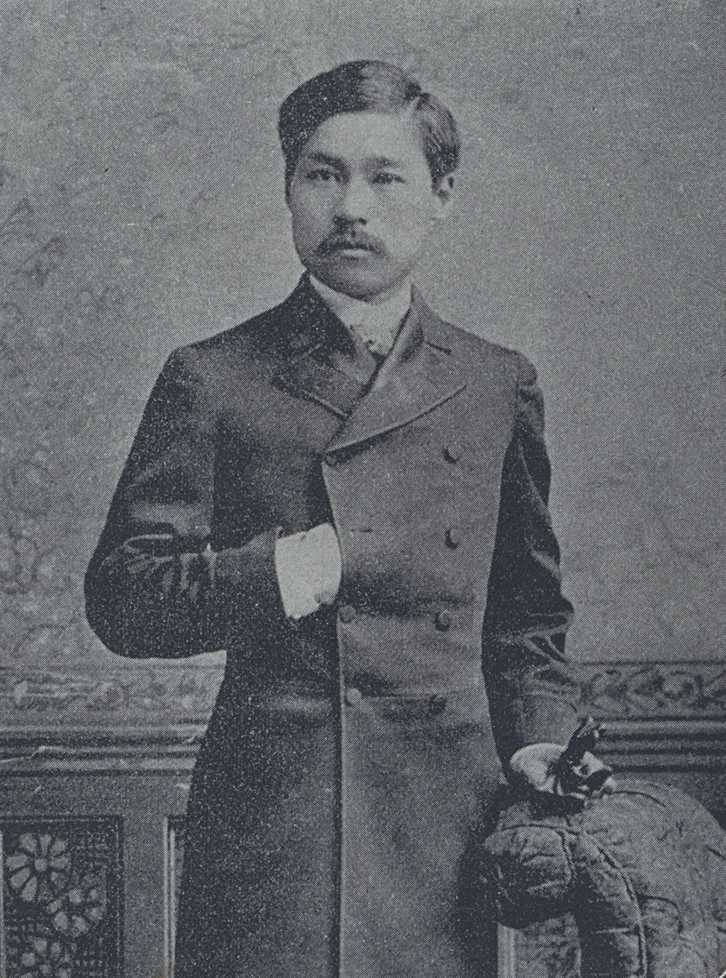
三崎亀之助

三崎 亀之助（みさき かめのすけ、1858年2月15日（安政5年1月2日） - 1906年（明治39年）3月16日）は、日本の政治家、官僚、銀行家。衆議院議員、貴族院議員、横浜正金銀行副頭取。

## 略歴
1858年（安政5年1月2日）2月15日、讃岐国丸亀に生まれる。東京大学法科を卒業し、忠愛社に入り、『明治日報』記者となる。1884年（明治17年）に外務省御用掛となり、外務省書記官として米国公使館駐在、さらに公使館書記官としてワシントン駐在、次いで外務省参事官を務める。
その後、京都で『中外電報』で論説を執筆、弁護士業などを経て、1890年（明治23年）に第1回衆議院議員総選挙で香川県から出馬し、衆議院議員に当選する（以後4回連続当選）。立憲自由党に属したが、第1議会では土佐派の裏切りに同調して第1次山県内閣と妥協、予算案の成立に努めた後、同党を脱党する。また、法典調査会主査委員を務める。その後、復党し、1896年（明治29年）4月に板垣退助が第2次伊藤内閣の内務大臣に就任すると、内務省県治局長となり、同年12月16日には貴族院議員に勅選される。1899年（明治32年）に横浜正金銀行に入り、支配人を経て、1900年（明治33年）から1906年（明治39年）まで副頭取を務めた。

## 著書
- 『国際公法』英吉利法律学校、1888年。
- 『戦時国際公法』東京法学院、1896年。
- 『局外中立法』東京法学院、1897年。
- 『国際公法総論』東京法学院、1897年。
- 『平時国際公法』東京法学院、1899年。

## 参考
- 『貴族院要覧（丙）』昭和21年12月増訂、貴族院事務局、1947年。
- 『デジタル版 日本人名大辞典+Plus』、『朝日日本歴史人物事典』
- 『20世紀日本人名事典』、『新訂 政治家人名事典 明治～昭和』
- 『当代の実業家人物の解剖』